# اودومتري بصري

معالجة رقمية للصورة حيث يتم الاحتفاظ بنقاط جسم في كل مرحلة لمقرنتها مع نقاط الصورة الجديدة ، المعالجة تكون في صورة من بعدين

التعرّف على البيئة المحيطة للكاميرا من خلال المشاهد(Visual odometry-اودومتري بصري) ،تسمى كذلك ( Egomotion)، تقنية مهمة في الأتمتة و تطبيقات الملاحة و الروبوت. و أجهزة التتبع لمعرفة مكان الأجسام في بيئة ثلاثية البعد ، يتم تقدير حركة الكاميرا في مجال الرؤية نسبة إلى مشهد جامد، ويكون هذا حاسوبيا بمعالجة الصور الرقمية المنبثقة من الكامرا بخورزميات مختلفة ، قد تستعمل كاميرتين أو أكثر لزيادة الدقة.

## نظرة عامة
انطلق البحث في الخمسينيات باستخدام الحاسوب لتوضيف نظريات في الهندسة والجبر  ، وأحرز نجاحاً في بناء نظم قادرة على معالجة المعلومات ، لكن هذه النظم لم تصل إلى مستوى الإثبات.
أجريت الكثير من التجارب في نهاية الستنيات في مخابر المعاهد و الجامعات لتصميم (رجل آلي ذكى)، وأنتجت نماذج تجريبيه قادرة على تميز منظر بسيط ، وأوضحت الدراسات أن قدرات الرجل الآلي ليست جيدة بدون المزيد من البحث في معالجة المعلومات المرئية ، انقسمت فروع البحث إلى مسارات منفصله ، فأصبح مجال الرؤية Vision مجالا مستقلاً ،ومتعدد النواحي كتطوير أجهزة الأحساس والتحكم لمراقبة الموضع.

## مبادئ العمل

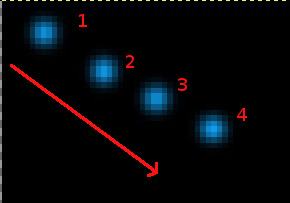
التعرف على الحركة من مجموعة من نقاط البكسل في أربعة صور رقمية متزامنة

الاودومتري البصري يمكن تصنيفه وفقا لنوع مستشعر البيانات المستخدم. على سبيل المثال ، كاميرات ستيريو قد استخدمت على نطاق واسع لتقدير الاودومتري البصري.
يتم الكشف عن حركة الأجسام الموجودة في الصورة ، عن طريق المقارنة مع الصورة التالية . إضافتا إلى المتغيرات مثل سرعة الروبوت، حركة الكاميرة,المنظور ، تجمع هذه المعلومات و تعالج بخوارزميات لنتمكن من معرفة حركة الروبوت الحامل (للكاميرا) و بُعد الأجسام و حجمها و حركتها.
من الأساليب المستخدمة في الخوارزميات هي التركيز على مجموعة من نقاط البكسل . و تحويل الصورة إلى ألوان اقل لتسهيل المقارة و يتم هذا فوريا بنظام الزمن الحقيقي (Real time ) من أجل الحصول على سرعة استجابة جيدة  ، تشبه هذه العملية تقنية استخراج النصوص من صور الماسح الضوئي و المسماة«تعرف ضوئي على المحارف» OCR.